# Mexikos Billie Jean King Cup-lag
Mexikos Billie Jean King Cup-lag representerar Mexiko i tennisturneringen Billie Jean King Cup, och kontrolleras av Mexikos tennisförbund. 

## Historik
Mexiko deltog första gången 1964. Laget har som bäst spelat åttondelsfinal.